# 马公愚
马公愚（1890年1月5日—1969年2月21日），本名范，字公禺，後以禺字较僻，遂改公愚，以字行，晚号冷翁，别署畊石簃主，浙江永嘉人，中国画家、书法家、篆刻家。

## 生平
清光绪三十四年（1908年）考入浙江高等学堂。宣统三年（1911年）毕业，次年创办永嘉启明女学。
1914年创设东瓯美术会，后任教浙江省立十中。1919年7月，与郑振铎等发起组织永嘉新学会，提出“改革旧思想，创立新思想”的主张，次年出版《新学报》。
1924年赴上海，先后任上海中学教员，存德中学、勤业中学董事长，上海美专教授，大夏大学文书主任兼中国文学系国文教授。
1929年，与郑曼青、马孟容等创办中国艺术专科学校，并任书法教授。同年，教育部举办第一次全国美术展览，被聘为委员；后又应聘为“西湖博览会”美术馆委员。
1933年，其作品参加柏林“中德美术展览”，后又参加“中日联合绘画展”及英国、意大利等地画展。
1941年，与马漪等在上海大新画厅举办“永嘉五马画展”。战后美国画展及国内历次各大美展，亦均有作品参加。在此期间，还先后任上海美术会、中国画会理事，中华艺术教育社常务理事及上海市美术馆筹备处设计委员等职。
文化大革命中备受折磨，1969年2月21日病逝于上海，终年75岁。遗体归葬温州。

## 家庭
哥哥马孟容亦为画家，弟弟马味仲为工程师。堂弟马骅为诗人。
长子马大恢为中美贸易问题专家。次子马大任为图书馆学家。三子马大抗曾任上海市交通运输局办公室主任。

## 作品
著有《书法史》、《书法讲话》、《应用图案》、《公愚印谱》、《畊石簃墨痕》、《畊石簃杂著》等。